# Kalevipoeg

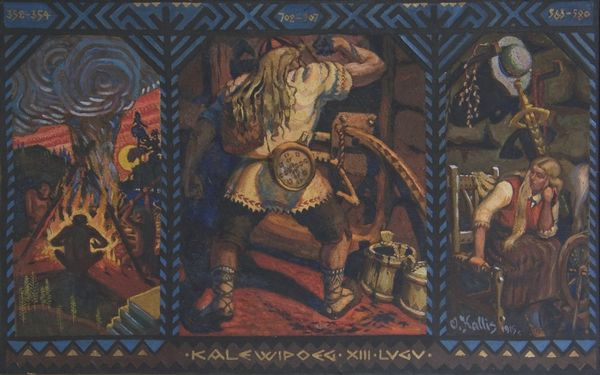
El fill de Kalev,
autor Oskar Kallis.

Kalevipoeg és l'epopeia nacional estoniana, escrita en versificació al·literativa. Està formada per 19.000 versos. Fou completada a la fi del segle xix a partir de relats tradicionals.

## Història
Inspirat per l'èxit del Kalevala, Friedrich Robert Faehlmann (1798-1850) comença a compilar narracions populars estonianes, en alemany. Inacabat a la seva mort, el projecte és continuat en estonià per Friedrich Reinhold Kreutzwald (1803-1882). La primera versió (1853) del Kalevipoeg no va poder ser difosa per causa de la censura.
Una segona versió actualitzada i ampliada serà difosa per parts del 1857 al 1861 en format bilingüe estonià-alemany. La tercera versió apareix en forma de llibre imprès a Kuopio en 1862.

## Estructura
En 19.000 versos, repartits en 20 cants, relata les aventures de Kalev, de la seva esposa Linda i del seu fill Kalevipoeg, dotat d'una força sobrehumana.
Al segon cant, Linda enterra el seu espòs, Kalev, i erigeix una sepultura que forma el pujol de Toompea a Tallinn. Inconsolable, les seves llàgrimes formen el Llac Ülemiste.
Al final d'una vida carregada de gestes, Kalevipoeg mor, víctima d'una maledicció, però ressuscita per acció dels déus. És encarregat de vigilar les portes de l'Infern, per impedir al Diable que en surti.